# 超時空機器人傳說
《超時空機器人傳說MEGAS·XLR》（英語：Super Space-Time Robot Legend MEGAS XLR），是Cartoon Network（卡通頻道）播映的一部美國動畫影集，創造者為Jody Schaeffer和George Krstic，於2004年—2005年由Cartoon Network Studios製作。片頭曲"MEGAS XLR Theme (Chicks Dig Giant Robots)"是由 Ragtime Revolutionaries(現在的 Deathwish 9)所作。
原名「戰金剛(LowBrow Test Drive)」，Television pilot於2002年首次播出卡通頻道的Cartoon Network's Big Pick。在那時有八個Cartoon Cartoon的測試節目，而這部節目是觀眾票選的最受歡迎的，於是LowBrow被決定為正式節目並被更名為MEGAS XLR。原本計畫於2003年正式播出，但後來計畫一直延後，最後決定於2004年5月1號的Toonami時段播出並於2005年4月26日終止。角色畫面風格以卡通頻道的畫風為主，混合了2D和3D CGI。超時空機器人傳說後來曾以漫畫形式刊登於DC漫畫公司的
Cartoon Network Action Pack之中，由他的創作者之一的George Krstic負責編寫故事劇情。

## 故事基礎
故事敘述一個來自未來的馬克羅斯、大和號和阿卡迪亞合併成月球人巨大原型機行步行廂型車／肌肉車／坦克／自轉旋翼機組合雜交種半垃圾要塞飛天車戰爭機器人龍MEGAS，落入到兩個人類─庫柏(Coop)和吉米(Jamie)手中和為了將機器人帶回它應該要去的時代但受困於過去的未來少女奇娃(Kiva)，三人面對來自宇宙和未來以及異次元的壞人的故事。
在遙遠的未來3037年，月球人(Lunarians)與來自外月球的侵略者─獸族(Glorft)長年彼此征戰。為了守護地球，月球人的反抗軍盜取了獸族的機器人並且修改它，並重新命名成MEGAS-01-12。他們原本要將MEGAS送至過去的3035年的生死一戰之時作為月球人的主要王牌，因為月球人當初在那場決戰中失敗了，而反抗軍的成員相信只要有了MEGAS那場勝負即將發生大逆轉。
在計畫實行之前月球人的反抗軍遭到了獸族的攻擊，MEGAS被送往於預定前往的過去。而在這計畫之中身為MEGAS主要設計師的─奇娃，其駕駛著自己的機器人嘗試引導MEGAS，但在獸族的火力攻擊之下MEGAS的頭被破壞了，這使得MEGAS變的不穩定並且跑到了過去的紐澤西市，一直沉默到主角庫柏在垃圾場挖到它，並花了2塊美金買下。庫柏給了MEGAS上了古董肌肉跑車火焰風格的烤漆，將他的車子接到MEGAS的頭上當作控制中心，而且使用了部份電視遊樂器的零件當作操縱器，將它改叫MEGAS-01-12 XLR。
奇娃為了取回MEGAS來到了庫柏所在的這個時代，她想要使用強制力拔下庫柏所裝的頭部，但她失敗了。當她乘入裡面後，發現MEGAS已經被庫柏亂改造成另一種駕駛格式。又因為庫柏無意觸動了MEGAS的某個開關，讓來自未來的獸族大軍找到他們。

## 影集特色
整部卡通的幽默之處在於主角庫柏和吉米兩人的諷刺個性和誇張劇情，以及庫柏在MEGAS身上安裝的各種創意新裝備和因庫柏的粗心大意所造成的災難。這些影集於結尾的地方都會有20秒~30秒左右的幕後人員介紹以及側邊短片，其中短片的內容則是在描述故事結束之後某些人的後續。
除此之外，本動畫也惡搞了非常多的美日系動畫作品，從蝙蝠俠、無敵鐵金剛、大魔神、Brave Raideen、科學小飛俠、宇宙戰艦大和號、宇宙海賊キャプテンハーロック、機動戰士鋼彈、ROBOTECH、變形金剛到特攝影片金剛戰士、哥吉拉、卡美拉，至知名電玩超級瑪利歐、音速小子、最後一戰等等。

## 角色
- EC "Earth Coalition"

宇宙的正義賽車手團體，類似科學小飛俠跟金剛戰士與百獸王與銀鷹戰士的隊伍，使用的機械生物能組合成巨大機械人，他們的成員是：
- 月球人CPTN “船長” Lunar CPTN "Captain"（Richard McGonagle）
- Goat (Scot Rienecker)

把MEGAS賣給庫柏跟吉米的垃圾場老闆。
- MEGAS-01-12 (Mechanized Earth Guard Attack System) "LowBrow" XLR "Test Drive"
- 大庫柏 Big Coop（David DeLuise）

居住在紐澤西的12A號賽車手，喜歡打電動和速食，常比rock on的手勢。
- 吉米 Jamie（Steven Jay Blum）

庫柏的好朋友的12B號賽車手，他們兩人總是黏在一起，固定坐在副駕駛座，個性好色慵懶。
- 月球人CMDR-KA “奇娃·A指揮官” Lunar CMDR-KA "Commander Kiva A. Andru"（Wendee Lee）

出生自3012年9月14日的月球人12C號半機器人賽車手，成長於正處戰亂的未來。負責MEGAS的系統觀察與整備維修。對她而言最重要的事莫過於帶MEGAS回去。
- S-Force

- CMDR-A "Commander Argo" (Scott Innes)
- M "Mac" (弗兰克·维尔克)
- J "Jax" (Alan Young)
- S "Sloan" (Ronnie Schell)
- D "Duchess" (Jennifer Hale)
- T "Targon" (Frank Welker)

- Glorft Eradicator WMTR-G "Warmaster Gorrath" (Clancy Brown, 但在 LowBrow中是由Mick Foley 配音)

來自未來的機器人獸族領導者，目的是為了要搶回原型機；外號「花枝頭」。
- 獸族CMDR “指揮官” Glorft CMDR "Commander" (凯文·迈克尔·理查森)
- 獸族SNST “科學家” Glorft SNST "Scientist" (Clancy Brown)
- Sonic Abominator Magnanimous (布魯斯·坎貝爾)

外星機器人格鬥競賽機器人老闆，做事殘暴，凡事都以金錢來出發。

## 閒話
- 臺灣的卡通頻道於西元2004年至2005年曾播出這部中文配音動畫，於2008年4月重播。
- 在Coop D'Etat之中，Zanzor和Guyvan他們的聲優是替變形金剛之中的柯柏文和密卡登配音的彼得·庫倫 和Frank Welker。[1]

## 註記
- MEGAS英語全名“MEGAS Auto Powerzorp M-01 XLR-12 "Avatar-LowBrow"”。

## 外部連結
- 作者 George K's Blog  （页面存档备份，存于）（英文）
- 卡通頻道美國官方網站  （页面存档备份，存于）（英文）
- 作者 George Krstic 的網站  （页面存档备份，存于）（英文）
- Megas XLR 在 TV.com 的網頁 （页面存档备份，存于）（英文）
- Megas XLR 在 Internet Movie Database (imdb) 的網頁 （页面存档备份，存于）（英文）